# سنکا (میزوری)
سنکا (به انگلیسی: Seneca) یک شهر در ایالات متحده آمریکا است که در شهرستان نیوتون، میزوری واقع شده‌است. سنکا ۶٫۶۳ کیلومتر مربع مساحت و ۲٬۳۳۶ نفر جمعیت دارد و ۲۵۸ متر بالاتر از سطح دریا قرار دارد.